# Jon Ashton
Jonathan James Ashton, più conosciuto con il diminutivo Jon Ashton (Nuneaton, 4 ottobre 1982) è un ex calciatore inglese, di ruolo difensore.

## Carriera
Nella stagione 2001-2002 ha giocato 7 partite nella prima divisione inglese con il Leicester City; l'anno seguente dopo un breve periodo in prestito al Notts County (con cui gioca 4 partite in terza divisione) torna alle Foxes, con cui disputa 2 partite in seconda divisione. Viene poi ceduto (prima in prestito e successivamente a titolo definitivo) all'Oxford Utd, club di quarta divisione, con cui tra il 2003 ed il 2006 gioca stabilmente da titolare, per un bilancio totale di 97 presenze ed una rete in partite di campionato. Scende poi in Conference National (quinta divisione e più alto livello calcistico inglese al di fuori della Football League) ai Rushden & Diamonds; gioca quindi in questa categoria per diverse altre stagioni, prima nei Grays Athletic e poi nello Stevenage, con cui nella stagione 2009-2010 vince il campionato, conquistando poi un'ulteriore promozione dalla quarta alla terza divisione nella stagione successiva grazie alla vittoria dei play-off. Dalla stagione 2011-2012 alla stagione 2013-2014 gioca quindi in terza divisione sempre nello Stevenage, con cui in seguito trascorre anche la stagione 2014-2015 in quarta divisione, categoria in cui gioca anche nella stagione 2015-2016 con il Crawley Town. Dopo un'ulteriore stagione in quinta divisione al Braintree Town, chiude la carriera in Isthmian League con il Grays Athletic e successivamente in Southern Football League (entrambi campionati di settima divisione) con il Nuneaton Borough, club della sua città natale, per poi ritirarsi definitivamente al termine della stagione 2017-2018.

## Palmarès

### Club

#### Competizioni nazionali
- Conference National: 1

Stevenage: 2009-2010